# Terra sottratta al mare di Hong Kong

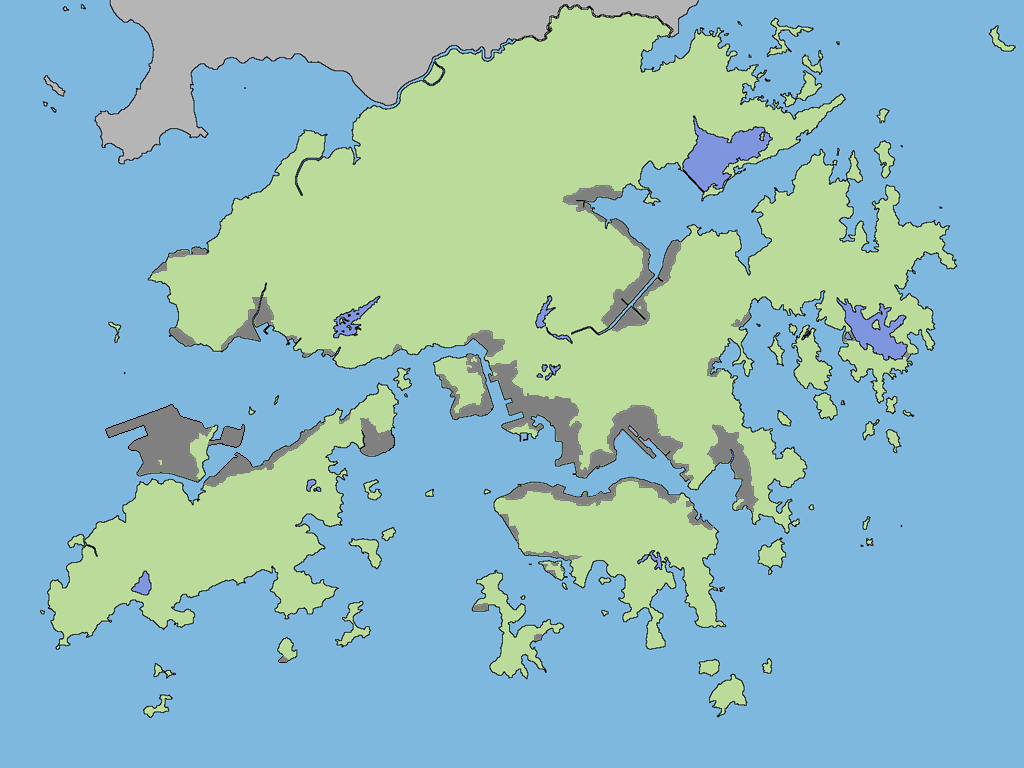
In grigio l'area sottratta all'oceano

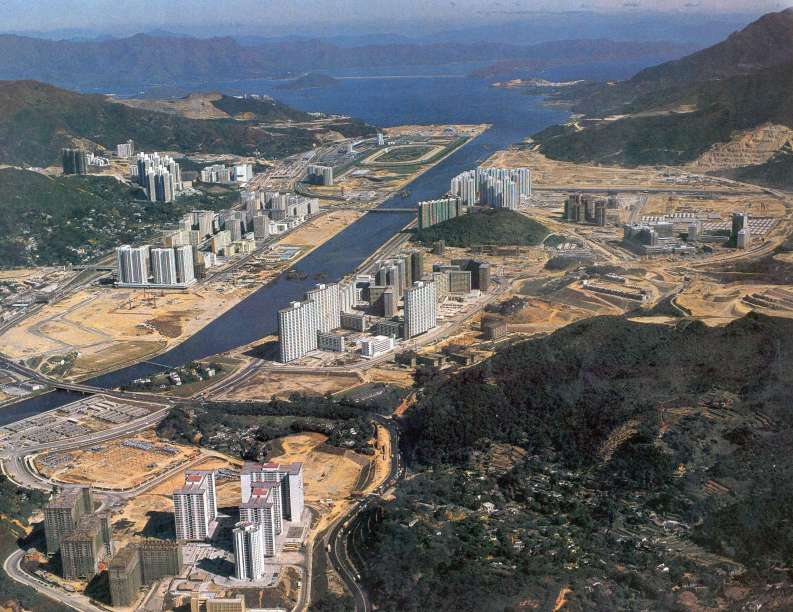
Lo sviluppo di Sha Tin New Town negli anni '80

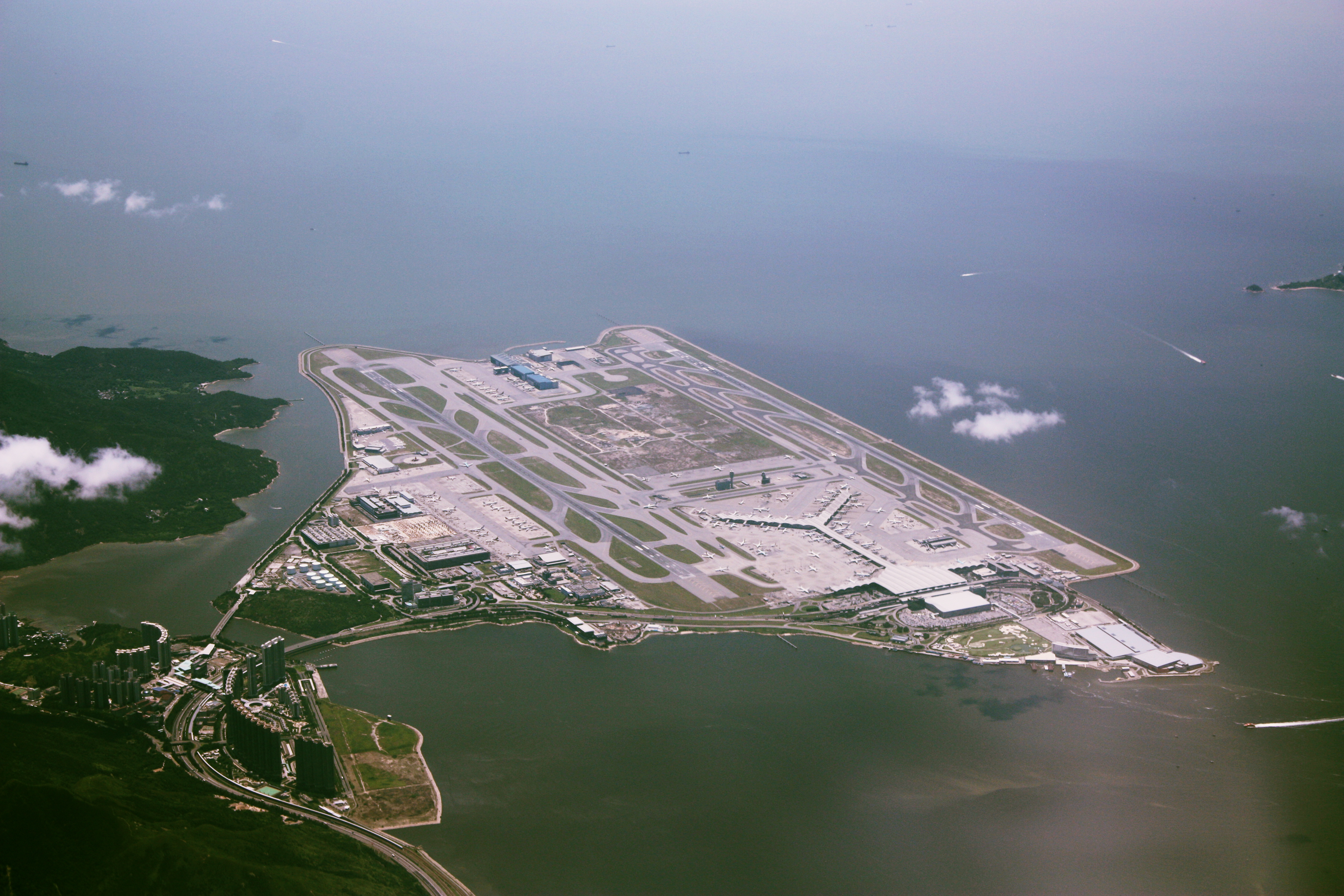
l'aeroporto internazioanle di Hong Kong nel 2010

La terra sottratta al mare di Hong Kong è un'espressione usata per definire quella pratica di terra sottratta all'oceano da parte di Hong Kong che è arrivata fino ad un totale di 50 km quadrati nel 1996. La prima la bonifica si può datare agli inizi della Dinastia Han Occidentale (206 a.C. – 9 d.C.), Quando le spiagge vennero rese delle saline. La maggior parte dei progetti di bonifica sono stati fatti intorno al XIX secolo.

## Progetti
- Praya (1868 - 1904)
- Praya Est (1921 - 1931)
- Estensione dell'Aeroporto di Hong Kong Kai Tak (1957 - 1974)
- New towns (1973 - 1996)
- Aeroporto Internazionale di Hong Kong (1991 - 1998)
- Progetto di Central e Wan Chai (1993 - 2018)
- Disneyland (2003 - 2005)
- Ponte di Hong Kong-Zhuhai-Macau (2009 - 2018)
- Estensione di Tung Chung New Town (2017 - In corso)
- Lantau Tomorrow Vision